# Otus silvicola
Mocho-d'orelhas-de-wallace ou mocho-de-orelhas-da-pequena-sunda (Otus silvicola) é uma espécie de ave estrigiforme pertencente à família Strigidae.